# Конське
Ко́нське (пол. Końskie) — місто в південно-центральній Польщі.
Адміністративний центр Конецького повіту Свентокшиського воєводства.

## Демографія
Демографічна структура станом на 31 березня 2011 року:
|          | Загалом | Допрацездатний вік | Працездатний вік | Постпрацездатний вік |
| -------- | ------- | ------------------ | ---------------- | -------------------- |
| Чоловіки | 10069   | 1660               | 7178             | 1231                 |
| Жінки    | 10851   | 1647               | 6405             | 2799                 |
| Разом    | 20920   | 3307               | 13583            | 4030                 |

## Мешканці
В місті народилася Винницька Ірина Гнатівна (нар. 1936) — українська майстриня художньої вишивки і ткацтва.